# Squanto
Squanto, också kallad Tisquantum, född på 1500-talet, död i november 1622, var en inhemsk amerikan som bland annat fungerade som tolk och guide för pilgrimsfäderna. 
Squanto såldes som slav till Spanien i början av 1600-talet men lyckades fly till England. Han fick anställning hos Newfoundland Company och kunde genom sin anställning resa tillbaka över Atlanten. 1619 återvände Squanto till sina hemtrakter i nuvarande Massachusetts och Rhode Island men fann då att hans folk, på engelska kallat Pawtuxet, hade dött ut på grund av sjukdomar.